# Rina Morelli
Rina Morelli, née le 6 décembre 1908 à Naples, en Italie, et morte le 17 juillet 1976 à Rome est une actrice italienne.

## Biographie
Née en 1908 à Naples, elle est issue d'une famille d'acteurs réputée. Elle fait ses débuts en septembre 1924, à 16 ans, dans une pièce de Ferenc Molnár, Liliom, avec la compagnie d'Annibale Betrone. En 1931, elle rejoint la compagnie d'Antonio Gandusio et de Luigi Almirante, une des principales compagnies de théâtre de l'époque, où elle rencontre l'acteur Gastone Ciapini. Ils se marient l'année suivante, mais ce mariage est de courte durée.
En 1933, elle fait ses débuts dans le doublage aux studios de la Metro-Goldwyn-Mayer à Rome, devenant la voix régulière de Katharine Hepburn, Ginger Rogers et Simone Simon. L'un de ses premiers emplois consiste à doubler Jackie Cooper dans le film Le Champion. Au cours des décennies suivantes, elle continue à travailler dans le doublage. Sa voix souple et expressive convenait parfaitement aux interprétations de Nina Foch dans Les Dix Commandements, de Judy Holliday (dont elle devient la doubleuse officielle en italien), de Carole Lombard dans Jeux dangereux, de Bette Davis dans Qu'est-il arrivé à Baby Jane ?, et de bien d'autres.
Avec son petit corps et son pouvoir d'expression, Rina Morelli se fait d'abord connaître en tant qu'actrice de D'Annunzio. Puis, au cours de la saison 1938-1939, elle devient membre de la compagnie du Teatro Eliseo, aux côtés de Gino Cervi, Carlo Ninchi, Paolo Stoppa et Andreina Pagnani. Elle prête sa sensibilité à des personnages de femmes fragiles mais en même temps résolues, dans des spectacles tels que  les pièces de William Shakespeare où ses interprétations sont remarquées.
En 1945, elle entame une longue collaboration avec le réalisateur Luchino Visconti qui, avec Paolo Stoppa, la dirige dans des productions à succès. Visconti identifie dans ces deux acteurs les interprètes les plus proches de cette expression sèche et sans emphase qui exprime bien l'intériorité des protagonistes de Jean Anouilh, ou de Tennessee Williams par exemple. En 1956 et 1961, elle reçoit le prix San Genesio en tant que meilleure actrice de théâtre de la saison.
Paolo Stoppa devient également son compagnon de vie, jusqu'à sa mort. Ils ne seront jamais mariés, pour autant, et ne vivront même pas dans le même appartement : Paolo Stoppa habite à l'étage supérieur de l'appartement où vit Rina Morelli.
Également active au cinéma, Morelli prête sa sensibilité à de nombreux films, notamment sous la direction attentive de Visconti, dans Senso (1954), Le Guépard (1963) et L'innocent (1976). Elle interprète également des pièces, souvent avec Paolo Stoppa, à la radio ou à la télé.
Elle décède le 17 juillet 1976 à l'âge de 67 ans. Paolo Stoppa la trouve assise dans un fauteuil, un éventail dans les mains, semblant dormir. Une crise cardiaque l'a tuée quelques heures plus tôt.

## Filmographie partielle
- 1939 : Une aventure de Salvator Rosa (Un'avventura di Salvator Rosa) d'Alessandro Blasetti
- 1941 : La Couronne de fer (La Corona di ferro), d'Alessandro Blasetti
- 1942 : Oui madame (Sissignora), de Ferdinando Maria Poggioli
- 1942 : Fedora, de Camillo Mastrocinque
- 1949 : Fabiola, d'Alessandro Blasetti
- 1951 : Le Christ interdit (Il Cristo proibito), de Curzio Malaparte
- 1952 : Heureuse Époque (Altri tempi - Zibaldone n. 1) d'Alessandro Blasetti
- 1954 : Senso, de Luchino Visconti
- 1956 : L'intrusa, de Raffaello Matarazzo
- 1960 : Le Bel Antonio (Il Bell'Antonio), de Mauro Bolognini
- 1961 : Quelle joie de vivre (Che gioia vivere), de René Clément
- 1962 : Le crime ne paie pas, de Gérard Oury (sketch Le Masque)
- 1963 : Le Jour le plus court (Il giorno più corto), de Sergio Corbucci
- 1963 : Le Guépard (Il Gattopardo), de Luchino Visconti
- 1976 : L'Innocent (L'Innocente), de Luchino Visconti